# Marcelo Berbel
Marcelo Berbel (Plaza Huincul, provincia del Neuquén, 19 de abril de 1925 - Neuquén, 9 de abril de 2003) fue un poeta argentino, escritor de obras inéditas, compositor y músico folklorista de la Patagonia.

## Biografía
Nació en Plaza Huincul el 19 de abril de 1925, hijo de Juan Berbel y de María Teresa Arriagada, natural del Neuquén, descendiente de mapuches.
Fue uno de los poetas más influyentes de la región patagónica. Compuso los himnos oficiales de la Provincia del Neuquén (Neuquén Trabun Mapu) y de su capital (Regreso al ayer), el primero junto al compositor Osvaldo Arabarco. 
Sus canciones han sido interpretadas por artistas reconocidos en toda la Argentina y se han difundido en gran parte de América, abarcando diversos estilos. La Pasto Verde, El embudo y Amutuy Soledad son algunas de sus composiciones, que han ganado gran popularidad en las interpretaciones de Jorge Cafrune, José Larralde, Soledad Pastorutti, León Gieco, Malón y Rubén Patagonia, respectivamente. Compuso algunos temas con autores tales como Pablo Neruda.
Berbel también cumplió funciones legislativas, desempeñándose como convencional constituyente en la redacción de la constitución de esa provincia patagónica. Alguna vez dijo de sí mismo: “Mi política es celeste y blanca y mi patria son los mapuches”.
Padre de los integrantes del dúo Hermanos Berbel, conformado primero por Néstor Armando Berbel ("Guchi") y Hugo Marcelo Berbel ("Chelito") y luego de la muerte de "Guchi", por "Chelito" y Marité Berbel, lograron llevar su música a escenarios tanto nacionales como del extranjero.
El 9 de abril de 2003 falleció de una afección pulmonar en la capital neuquina, dejando un legado invalorable al acervo cultural del folklore argentino.